# 肝臓を奪われた妻
『肝臓を奪われた妻』（かんぞうをうばわれたつま。原題 : 간을 빼앗긴 아내）は、ストーリーをJYUN、作画をManaが担当した漫画作品。韓国インターネットサービス大手NAVER（ネイバー）のコンテンツプラットフォーム、ネイバーシリーズで2021年1月20日から2024年2月28日まで連載され、日本の電子コミックサービス、LINEマンガにおいても掲載された。LINEマンガでは累計閲覧数1億3300万ビューを記録した。
結婚後に夫の本当の目的を知った主人公の復讐劇を描く。
2024年4月より、日本テレビ系火曜プラチナイト「ドラマDEEP」枠にてテレビドラマが放送された。

## あらすじ
【LINEマンガ・日本語翻訳版】
主人公の大学生・北山優香。彼女は学費を得るためアルバイトに奮闘していた。ある日、中村光星という男と出会う。光星のアプローチを受けた優香は彼と結婚することに。しかし、その本当の目的は義母への肝臓移植だった。
本当の目的を知らず、肝臓移植後に光星から離婚を迫られた優香。シングルマザーとして生きることを決め、夫のために自分を犠牲にした彼女の復讐劇が始まる。

## 登場人物
【LINEマンガ・日本語翻訳版】

北山 優香（きたやま ゆうか）
主人公。21歳。大学生。

中村 光星（なかむら こうせい）
優香の夫。

中村 聖子（なかむら せいこ）
光星の母。

早苗（さなえ）
光星の幼なじみ。

安藤 るり子（あんどう るりこ）
光星の婚約者。聖子の肝臓移植手術と同時に娘を出産した。用済みになった優香を一方的に離婚した光星の後妻となった。

中村弘子（なかむら ひろこ）
光星の妹。

井川 賢三（いがわ けんぞう）
弘子の恋人。

北山 結人（きたやま ゆいと）
光星と優香の息子。

中村 美羽（なかむら みう）
光星とるり子の娘。

玉城 慎吾（たまき しんご）
水泳のインストラクター。るり子の不倫相手。

小栗 健（おぐり けん）
ビルのオーナー。優香と惹かれあい後に再婚する。

黒田 修二（くろだ しゅうじ）
ゴルフのインストラクター。優香の復讐に協力する。

田代 春美（たしろ はるみ）
生花店の店主。家族がバラバラになったあと、施設で育った。かつて女手一つで育ててきた一人娘はいたものの、娘を事故で失った。優香と結人をそれぞれ娘と孫のように接する。

## テレビドラマ
同名のタイトルで、2024年4月3日（2日深夜）から6月26日（25日深夜）まで日本テレビ系火曜プラチナイト「ドラマDEEP」枠で放送された。主演は今作が地上波ドラマ初主演となる伊原六花。
「金曜ドラマDEEP」枠が火曜へ移動後、最初の作品。今作より全国ネットとなる。

### キャスト

#### 主要人物
北山優香（きたやま ゆうか）〈26〉
演 - 伊原六花
主人公。大学生の時、光星と結婚したが、5年後に離婚。現在はシングルマザー。
中村光星（なかむら こうせい）
演 - 桐山漣（幼少期：惺奏）
優香の夫。母への肝臓移植目的で優香と結婚する。移植後に離婚。
小栗健（おぐり たける）
演 - 戸塚純貴
優香の勤務する花屋のビルのオーナー。

#### 中村家
中村聖子（なかむら せいこ）
演 - 櫻井淳子
光星の母。優香の復讐相手。
中村弘子（なかむら ひろこ）
演 - 加藤千尋
光星の妹。優香の復讐相手。
安藤るり子（あんどう るりこ）
演 - 水崎綾女
光星の後妻。財閥企業「安藤グループ」の娘。
中村美羽（なかむら みう）
演 - 塚尾杏樹（乳児期：宮嶋美羽）
光星とるり子の娘。

#### 周辺人物
黒田修二（くろだ しゅうじ）
演 - 原田龍二
ゴルフのインストラクター。優香の復讐に協力する。
田代春美（たしろ はるみ）
演 - 猫背椿
生花店の店主。離婚後、幼い結人と心中しようとしている優香に優しく声をかけ、自身の店で雇い、何かと面倒をみている。
玉木慎吾（たまき しんご）
演 - 夏生大湖
ジム トレーナー。るり子の不倫相手。
井川賢三（いがわ けんぞう）
演 - 田村健太郎
弘子の婚約者。井川グループの御曹司。
探偵
演 - 飯田基祐
光星の依頼を受け優香を監視する。
北山結人（きたやま ゆいと）〈5〉
演 - 近江晃成（乳児期：紺野陽生）
優香の息子。恐竜が大好き。

#### ゲスト

##### 第1話
優香の母
演 - 宮地雅子（第9話）
夫を早くに亡くし、女手一つで優香を育ててきた。貧乏でも真面目でまっすぐな子にと優香を育ててきたが、病気で亡くなる。
アパートの大家
演 - 山下裕子
光星との離婚後、優香と結人が住むアパートの大家。家賃を滞納している優香に出ていくよう伝える。
- 中村哲也[13]、森井陽子[13]、荒井まい[14]

##### 第2話
レストランスタッフ
演 - 鈴木秀人
暴れる弘子を制止しようとする。
弘子の友人
演 - 花巻杏奈、田丸りさ
弘子の婚約発表パーティーに集まった友人。

##### 第3話
佐藤ゆり
演 - あいだあい（第4話・第8話・第10話 - 第12話）
光星の秘書。
トレーナー
演 - 川野快晴、新山航希
玉木慎吾の同僚。

##### 第4話
井川賢三の両親
演 - 中田春介、小林さやか
井川開発を経営する井川グループの代表とその妻。

##### 第5話
マネージャー
演 - 加瀬信行
玉木慎吾が働くスポーツクラブのマネージャー。

##### 第6話
居酒屋店員
演 - 朝妻徹
玉木慎吾が行った居酒屋の店員。

##### 第7話
聖子の恋人
演 - 船ヶ山哲（第10話）
光星が幼い頃、聖子が付き合っていた男性。
アパレルショップ店員
演 - 木本夕貴
中村弘子が洋服を買う店の店員。

##### 第8話
写真の女性
演 - 橘美樹（第11話）
田代春美がスマホで見ていた写真の若い女性。第11話で、実は28歳で亡くなった娘であることがわかる。

##### 第9話
医師
演 - 鈴木とーる
中村聖子の担当医。

##### 第12話
議員、ママ、ホステス
演 - 高橋弘幸、上村愛香、雛田唯以
中村光星が接待しているクラブでの写真に写っている人物。
- 足立学[23]、樋川ルミ

##### 最終話
カメラマン
演 - 瀬戸将哉
優香たちの結婚記念写真を撮影するカメラマン。
平本啓輔
演 - 木川淳一
光星に任意同行を求める刑事。
刑事
演 - 城也
優香の空き巣被害を捜査する刑事。

### スタッフ
※出典
- 原作 - JYUN、Mana『肝臓を奪われた妻』（LINEマンガ）
- 脚本 - 遠山絵梨香
- 演出 - 中前勇児、二宮崇
- 音楽 - 桶狭間ありさ
- 主題歌 - ちゃんみな「FORGIVE ME」（NO LABEL MUSIC / Warner Music Japan）[28]
- 制作 - 下村忠文
- プロデュース - 明石広人
- プロデューサー - 桑原丈弥、秋元孝之
- 制作プロダクション - オフィスクレッシェンド
- 製作著作 - 日本テレビ

### 放送日程
| 各話 | 放送日  | サブタイトル                            | 演出     |
| ---- | ------- | --------------------------------------- | -------- |
| #1   | 4月03日 | 衝撃タイトル!超人気WEBマンガをドラマ化! | 中前勇児 |
| #2   | 4月10日 | ワガママな義妹に制裁を下す!             | 中前勇児 |
| #3   | 4月17日 | 不倫妻を堕とす策略!…危険が迫る!         | 中前勇児 |
| #4   | 4月24日 | 純愛…の前に、強烈新キャラ登場!          | 二宮崇   |
| #5   | 5月01日 | 極悪義母に復讐のタンゴ!                 | 二宮崇   |
| #6   | 5月08日 | 復讐が、連鎖していく!                   | 二宮崇   |
| #7   | 5月15日 | 醜悪な女のバトル!                       | 中前勇児 |
| #8   | 5月22日 | ついに…ラスボスが動き出す!!             | 中前勇児 |
| #9   | 5月29日 | 奪った夫の過去と真実                    | 中前勇児 |
| #10  | 6月05日 | 恨みの刃が襲い掛かる!                   | 二宮崇   |
| #11  | 6月12日 | 本当に大切なものとは?                   | 二宮崇   |
| #12  | 6月19日 | 最後の戦いが…はじまる!                  | 中前勇児 |
| #13  | 6月26日 | 復讐の先に…手に入れたものとは           | 中前勇児 |

### スピンオフドラマ

#### TVerオリジナルストーリー
本編第2話の放送終了後から配信中。

##### 配信日程（TVerオリジナルストーリー）
| 話数 | 配信日  | サブタイトル                    |
| ---- | ------- | ------------------------------- |
| #1   | 4月10日 | カン妻の裏側スペシャル!!        |
| #2   | 4月17日 | 出逢いの秘話…5年前の物語        |
| #3   | 5月01日 | コスモスと薔薇…愛の化身         |
| #4   | 5月15日 | 因縁の伏線回収!出会いの裏話     |
| #5   | 5月29日 | 一途な愛のキッカケが…明かされる |

| 日本テレビ系列 ドラマDEEP                                                                                                | 日本テレビ系列 ドラマDEEP                                                                                 | 日本テレビ系列 ドラマDEEP                                |
| 前番組 | 番組名 | 次番組                                                   |
| --- | --- | -------------------------------------------------------- |
| 消せない「私」 -復讐の連鎖- （2024年1月6日 - 3月30日） - ここまで土曜日（金曜深夜）放送 【ここまで「金曜ドラマDEEP」枠】 | 肝臓を奪われた妻 （2024年4月3日 - 6月26日） - ここから水曜日（火曜深夜）放送 【ここから「ドラマDEEP」枠】 | どうか私より不幸でいて下さい （2024年7月10日 - 9月25日） |